# Giustizia (Tiziano)

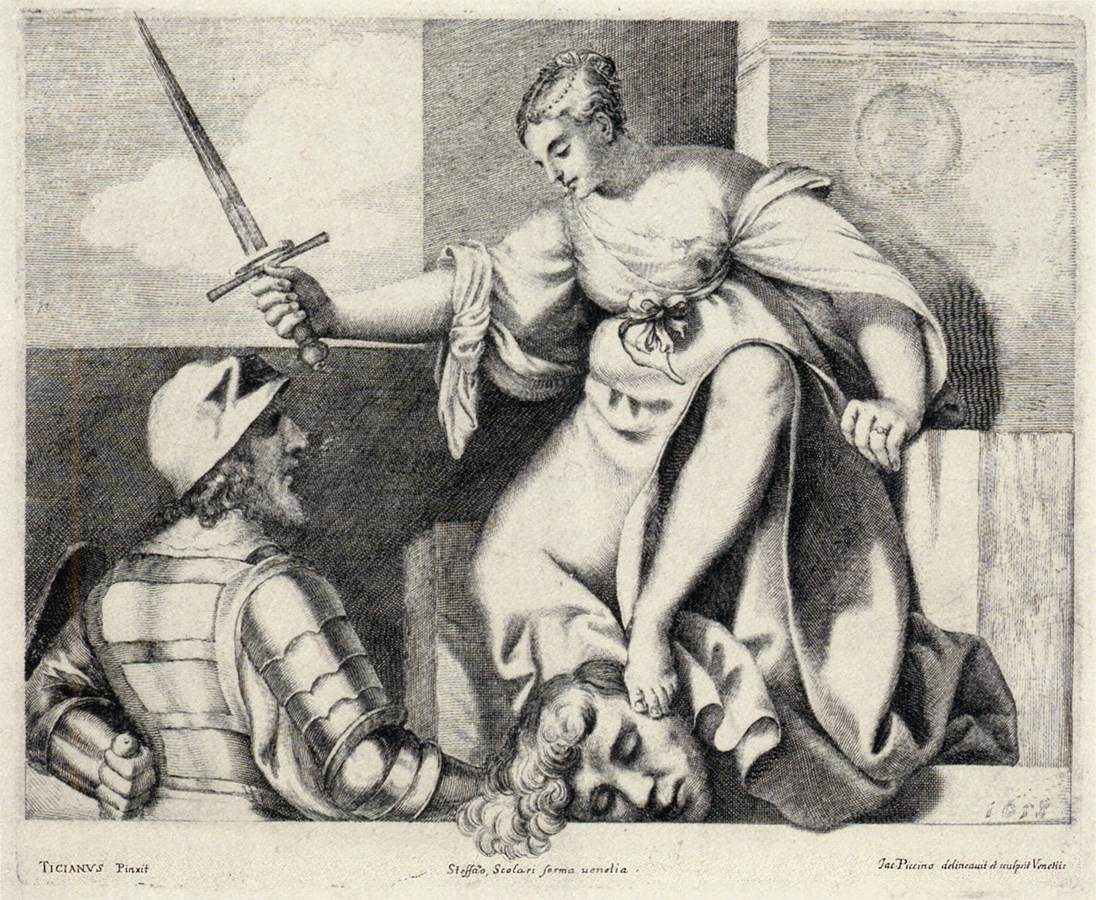
La stampa di Giacomo Piccini

La Giustizia o Giuditta è un affresco staccato (212x346 cm) di Tiziano, databile al 1508 circa e conservato nella Galleria Franchetti della Ca' d'Oro a Venezia. Proviene dalla facciata del Fondaco dei Tedeschi.

## Storia
Nella notte tra il 27 e il 28 gennaio 1505 andò a fuoco il duecentesco edificio del Fondaco dei Tedeschi, la sede commerciale della nazione tedesca a Venezia. Il Senato veneziano approvò in meno di cinque mesi un nuovo progetto per un edificio più grande e monumentale, che venne edificato entro il 1508. In quell'anno una contesa su un pagamento a Giorgione dimostra che a quell'epoca dovevano essere conclusi gli affreschi sulle pareti esterne, eseguiti dal maestro di Castelfranco e dal suo giovane allievo Tiziano. Commissionati in un periodo di conflitto con l'imperatore Massimiliano I, gli affreschi dovevano rappresentare soggetti simbolici legati all'autonomia della Serenissima.
Vasari vide gli affreschi nel loro splendore e, pur senza riuscire a decifrarne il significato, li lodò molto per le proporzioni e il colorito "vivacissimo", che le facevano sembrare "tratte al segno delle cose vive, e non a imitazione nessuna della maniera".
La Giustizia, che si trovava sul portale del lato sud, su una stretta calle, fu al centro di un episodio raccontato da Lodovico Dolce nel 1557: per la sua bellezza fu scambiata per opera di Giorgione, creando un primo conflitto tra i due artisti.
Danneggiati dagli agenti atmosferici, dal clima umido e dal salmastro della laguna, nel XX secolo gli affreschi vennero infine staccati e musealizzati, tra la Ca' d'Oro e la Galleria dell'Accademia.

## Descrizione e stile
La Giustizia, secondo l'identificazione tradizionale, appare come una donna seduta che impugna la spada e si protende in avanti, come per usarla. Secondo un'incisione di Giacomo Piccini del 1658 sotto il piede della donna si trovava una testa decapitata, mentre essa si rivolgeva a un soldato a mezza figura. Ciò la qualificherebbe piuttosto come Giuditta, l'eroina biblica che sconfisse il tiranno Oloferne: in questo senso il significato allegorico dell'opera, rispetto alla difficile situazione politica di Venezia minacciata dalla lega di Cambrai, sarebbe ancora più evidente. In realtà le due possibili iconografie sono indissolubilmente legate e volutamente correlate.
La decorazione tutt'intorno inoltre prevedeva trofei, putti in combattimento, e altre immagini di lotta e battaglia.